# Кир та Іван
Святі Кир та Іван († бл. 311—312) — ранньохристиянські святі мученики, безсрібники, єгипетські лікар та воїн.
Кир жив у III ст. в єгипетському місті Александрії за часів правління імператора Діоклетіана, жорстокого гонителя християн. Він був побожним лікарем, який не брав жодної винагороди, а закликав людей не грішити, бо недуги часто є наслідком грішного життя. Згодом він вступив до монастиря в Арабії. Бог дав йому чудесний дар лікувати недужих молитвою. Пізніше до нього долучився колишній вояк Іван, який прийняв св. Хрещення.
Довідавшись про ув'язнення побожної християнки Атанасії та трьох її малолітніх дочок у єгипетському Канопі, Кир та Іван вирушили, щоб підтримати їх на дусі. Але побожних мужів також ув'язнили та жорстоко мучили, схиляючи до відступництва від Христової віри. Потім невинним дівчатам і матері відрубали голови, а Кира та Івана убили мечем 311 (312) року.

## Перенесення мощей святих Кира та Івана
Коли святі лікарі Кир та Іван прославили Христа мученицькою смертю 311 (312) року, побожні християни поклали їхні святі мощі в церкві св. Марка, при яких діялися численні чуда. Через сто літ Олександрійський патріарх св. Кирило переніс частину святих мощей в єгипетське місто Менуту, щоб їхнім вшановуванням відвернути людей від забобонних обрядів. Згодом у Менуті на честь св. Кира й Івана збудували величну церкву.
Їхні святі мощі, що прославилися багатьма чудами, спочивають у церкві св. Михаїла у Мюнхені.
Пам'ять — 13 лютого та 11 липня (Перенесення мощей св. безсрібників Кира та Івана).